# Zambia i olympiska sommarspelen 2008
Zambia i olympiska sommarspelen 2008 bestod av 8 idrottare som blivit uttagna av Zambias olympiska kommitté.

## Badminton
- Huvudartikel: Badminton vid olympiska sommarspelen 2008
- Herrar

| Namn       | Gren   | 32-delsfinal | 16-delsfinal                    | 8-delsfinal      | Kvartsfinal      | Semifinal        | Final            | Final            |
| Namn       | Gren   | Resultat     | Resultat                        | Resultat         | Resultat         | Resultat         | Resultat         | Plats            |
| ---------- | ------ | ------------ | ------------------------------- | ---------------- | ---------------- | ---------------- | ---------------- | ---------------- |
| Eli Mambwe | Singel | Bye          | Kehlhoffner (FRA) L 15-21 17-21 | Gick inte vidare | Gick inte vidare | Gick inte vidare | Gick inte vidare | Gick inte vidare |

## Boxning
- Huvudartikel: Boxning vid olympiska sommarspelen 2008

| Tävlande          | Viktklass       | Sextondelsfinal             | Åttondelsfinal       | Kvartsfinal          | Semifinal            | Final                |
| Tävlande          | Viktklass       | Motståndare Resultat        | Motståndare Resultat | Motståndare Resultat | Motståndare Resultat | Motståndare Resultat |
| ----------------- | --------------- | --------------------------- | -------------------- | -------------------- | -------------------- | -------------------- |
| Cassius Chiyanika | Flugvikt        | Picardi (ITA) L 3 - 10      | Gick inte vidare     | Gick inte vidare     | Gick inte vidare     | Gick inte vidare     |
| Hastings Bwalya   | Lätt weltervikt | Mönkh-Erdene (MGL) L 8 - 12 | Gick inte vidare     | Gick inte vidare     | Gick inte vidare     | Gick inte vidare     |
| Precious Makina   | Weltervikt      | Hanati (CHN) L 4 - 21       | Gick inte vidare     | Gick inte vidare     | Gick inte vidare     | Gick inte vidare     |

## Friidrott
- Huvudartikel: Friidrott vid olympiska sommarspelen 2008

Förkortningar
- Noteringar – Placeringarna avser endast löparens eget heat
- Q = Kvalificerad till nästa omgång
- q = Kvalificerade sig till nästa omgång som den snabbaste idrottaren eller, i fältgrenarna, via placering utan att uppnå kvalgränsen.
- NR = Nationellt rekord
- N/A = Omgången ingick inte i grenen
- Bye = Idrottaren behövde inte delta i denna omgång

Herrar
Bana och landsväg
| Idrottare     | Gren    | Heat     | Heat      | Final            | Final            |
| Idrottare     | Gren    | Resultat | Placering | Resultat         | Placering        |
| ------------- | ------- | -------- | --------- | ---------------- | ---------------- |
| Tonny Wamulwa | 5 000 m | 14:06.96 | 10        | Gick inte vidare | Gick inte vidare |

Damer
Bana & landsväg
| Idrottare       | Gren  | Heat     | Heat      | Semifinal | Semifinal | Final            | Final            |
| Idrottare       | Gren  | Resultat | Placering | Resultat  | Placering | Resultat         | Placering        |
| --------------- | ----- | -------- | --------- | --------- | --------- | ---------------- | ---------------- |
| Rachael Nachula | 400 m | 51.62    | 3 Q       | 52.67     | 8         | Gick inte vidare | Gick inte vidare |

## Simning
- Huvudartikel: Simning vid olympiska sommarspelen 2008